# Аксимањице
Аксимањице (пољ. Aksmanice) је село у Пољској које се налази у војводству Подкарпатјском у повјату Пжемиском у општини Фредропол.
Од 1975. до 1998. године ово насеље се налазило у Пжемиском војводству.